# 塔盧拉 (密西西比州)
塔盧拉（英語：Tallula）是位於美國密西西比州伊薩奎納縣的非建制地區。

## 地理
塔盧拉所處的海拔為高於海平面31米（即102英呎），而該地所採用的時區為UTC-6，即北美中部時區（CST）。同時該地設有夏令時間，為UTC-6調快一小時，即UTC-5（CDT）。